# Duncan Ferguson
Pour les articles homonymes, voir Ferguson.
Duncan Ferguson, né le 27 décembre 1971 à Stirling (Écosse), est un footballeur international écossais évoluant au poste d'attaquant reconverti entraîneur.

## Palmarès

### En équipe nationale
- 7 sélections avec l'équipe d'Écosse entre 1992 et 1997.

### Avec Dundee United
- Finaliste de la Coupe d'Écosse de football en 1991.

### Avec les Glasgow Rangers
- Vainqueur du championnat d'Écosse en 1994.
- Vainqueur de la Coupe de la Ligue écossaise en 1994.

### Avec Everton
- Vainqueur de la Coupe d'Angleterre en 1995.
- Vainqueur du Community Shield en 1995.

### Avec Newcastle
- Finaliste de la Coupe d'Angleterre en 1999.